# Steinsberg
Steinsberg település Németországban, Rajna-vidék-Pfalz tartományban. Lakosainak száma 235 fő (2023. december 31.).

## Népesség
A település népességének változása:
| Lakosok száma | 214  | 239  | 216  | 234  | 221  | 229  | 235  |
|               | 1975 | 2010 | 2017 | 2019 | 2021 | 2022 | 2023 |